# Ronda Norte de Sevilla
La SE-20 o Ronda Norte de Sevilla, llamada antiguamente SE-020 y popularmente Ronda Supernorte para diferenciarla de la Ronda Urbana Norte, es una vía de doble calzada en Sevilla. Consta de unos 10,7 kilómetros.

## Características e historia
Fue ideada para paliar la carencia del cierre norte de la Circunvalación de Sevilla (SE-30), con vistas a 1992, para proporcionar un buen acceso a la Expo'92 (en la Isla de la Cartuja) desde el Aeropuerto y la carretera de Madrid. 
Se invirtieron unos 573 millones de pesetas en las obras, financiadas según el convenio del Ministerio de Obras Públicas y Transporte, Expo'92 y el Ayuntamiento de Sevilla.
Se compone de dos calzadas de dos carriles en cada sentido, y cuenta con varias rotondas y cruces regulados por semáforos, que permiten una buena circulación y conexiones con otras vías de la ciudad.
A mediados del año 1998, el Ministerio de Fomento se hizo cargo de la titularidad de la Ronda Supernorte por el deterioro y abandono de la infraestructura. Comportó una inversión de unos 1900 millones de pesetas para el acondicionamiento (600 millones de pesetas) de la Ronda Supernorte (entre los puntos kilométricos 0 al 7,5) y la reforma de los accesos (1300 millones de pesetas) con 2 nuevas glorietas y remodelación del acceso al Puente de la Corta y el Puente del Alamillo.
Con el fin de la expo y la falta de mantenimiento la vía cayó en desuso. A finales de los 90, coincidiendo con el Campeonato Mundial de Atletismo y debido al creciente caos circulatorio de Sevilla, se le devolvió el protagonismo acompañado de un lavado de cara, que mejoró su seguridad. Es ideal para los trayectos entre A-4, Aeropuerto, Sevilla Este, Parque Alcosa, hacia la Isla de la Cartuja, la A-66, y la A-49.
25 años después de la cesión, la Ronda Norte de Sevilla pasó a ser de titularidad municipal (Ayuntamiento de Sevilla), con la suscripción del convenio del Ministerio de Transportes, Movilidad y Agenda Urbana, el 13 de marzo de 2023. Unos pocos meses antes de la suscripción del convenio, estaba prevista la licitación de obras de la remodelación y mejora del enlace de la A-4 con la Ronda Norte de Sevilla, ya que el proyecto fue aprobado definitivamente a finales de 2022. La inversión prevista era de unos 29,67 millones de euros.
El 29 de mayo de 2023, el Ministerio de Transportes, Movilidad y Agenda Urbana oficializó la cesión del tramo completo de la Ronda Norte al Ayuntamiento de Sevilla.
El 29 de septiembre de 2023, fueron licitadas las obras de la remodelación del enlace A-4 con la Ronda Norte de Sevilla. El 21 de marzo de 2024 se adjudicaron las obras, y se formalizó el contrato de obras el 8 de mayo de 2024. El 9 de septiembre de 2024 se inician las obras de la remodelación con la previsión de finalizar sobre el verano de 2026.
Esta vía se encuentra limitada a 50 km/h debido al actual deterioro del firme. El 28 de enero de 2025, el ayuntamiento ha adjudicado las obras de reacondicionado de la vía. El 13 de junio de 2025, ha sido reactivada las obras de la mejora del firme.

## Tramos
| Denominación | Tramo | Año servicio                        | km        |
| ------------ | --- | ----------------------------------- | --------- |
| SE-20        | Aeropuerto de Sevilla A-4 - Glorieta de RTVE Andalucía Tramo original: Aeropuerto de Sevilla A-4 - Glorieta de RTVE Andalucía Remodelación enlace del Aeropuerto de Sevilla A-4 Cruce con semáforos de la carretera de Miraflores SE-3103 Glorieta de Brenes A-8005 Glorieta de la Avenida Biología A-8009 | 1992 Inicio de obras 1992 1998 2006 | 8,5 - -   |
| SE-20        | Glorieta de RTVE Andalucía - Enlace de Isla de la Cartuja SE-30 A-8083 Tramo original: Glorieta de RTVE Andalucía - Enlace de la Isla de la Cartuja SE-30 A-8083 Enlace de la Isla de la Cartuja Remodelación: Glorieta de RTVE Andalucía - Enlace de Isla de la Cartuja SE-30 A-8083                      | 1992 1999                           | 2,2 - 2,2 |

## Salidas
| Velocidad | Esquema | Carriles | Salida | Sentido horario                                                                                 | Sentido antihorario                                                                    | Carriles | Carretera          | Notas |
| --------- | ------- | -------- | ------ | ----------------------------------------------------------------------------------------------- | -------------------------------------------------------------------------------------- | -------- | ------------------ | ----- |
|           |         |          |        | Isla de la Cartuja A-8005 Brenes A-8009 La Rinconada A-8006 La Algaba SE-30 A-8083              | E-5 A-4 Córdoba - Madrid Aeropuerto                                                    |          | E-5 A-4            |       |
|           |         |          |        |                                                                                                 | A-8008 Sevilla                                                                         |          | A-8008             |       |
|           |         |          |        | SE-3103 Valdezorras                                                                             | SE-3103 Sevilla                                                                        |          | SE-3103            |       |
|           |         |          |        | SE-3102 Valdezorras                                                                             | C/ Cortijo de las Casillas Sevilla                                                     |          | SE-3102            |       |
|           |         |          |        | camino de servicio                                                                              |                                                                                        |          |                    |       |
|           |         |          |        | Sevilla A-8005 Brenes                                                                           | A-8005 Brenes Sevilla                                                                  |          | A-8005             |       |
|           |         |          |        | A-8009 Sevilla A-8009 La Rinconada Alcalá del Río                                               | A-8009 La Rinconada Alcalá del Río A-8009 Sevilla                                      |          | A-8009             |       |
|           |         |          |        |                                                                                                 | San Jerónimo                                                                           |          |                    |       |
|           |         |          |        | RTVE Andalucía estadio olímpico                                                                 | estadio olímpico RTVE Andalucía                                                        |          |                    |       |
|           |         |          |        |                                                                                                 | estadio olímpico                                                                       |          |                    |       |
|           |         |          |        | SE-30 todas direcciones estadio olímpico                                                        | SE-30 todas direcciones                                                                |          | SE-30              |       |
|           |         |          |        | A-8083 Sevilla                                                                                  | A-8083 Sevilla                                                                         |          | A-8083             |       |
|           |         |          |        | Avenida Carlos III Isla Mágica Parque Científico y Tecnológico Cartuja CaixaForum Torre Sevilla | E-5 A-4 Córdoba - Madrid Aeropuerto A-8005 Brenes A-8009 La Rinconada A-8006 La Algaba |          | Avenida Carlos III |       |

## Otras rondas de Sevilla
- La Ronda Histórica: circunvala el centro histórico de la capital (uno de los más extensos), se compone de las calles Resolana – Parlamento de Andalucía – Muñoz y León - Ronda de Capuchinos – María Auxiliadora – Recaredo – Menéndez Pelayo – Av. María Luisa – Paseo de las Delicias – Paseo de Colón – Arjona – Torneo. Entre Resolana y la Florida (Menéndez y Pelayo) es de sentido único noroeste-sudeste.

- La Ronda Los Remedios-María Auxiliadora: está formada por José Laguillo – Av. Kansas City – Luis de Morales – San Francisco Javier – Cardenal Bueno Monreal - Puente de las Delicias - Av. Juan Pablo II. Esta ronda no es circular; se comenzó a construir en los años 70 y se concluyó en los 90, con el objetivo de facilitar el tráfico interno entre el centro y Los Remedios, pasando por barrios que ya no eran periféricos como el Porvenir o Nervión.

- La Ronda del Tamarguillo: por Alcalde Manuel del Valle – Éfeso – Ada – Av. Utrera Molina - Clemente Hidalgo - Ronda del Tamarguillo, bifurcándose después entre Alfonso Lasso de la Vega y Marqués de Luca de Tena. Recibe su nombre del arroyo Tamarguillo, cuyo antiguo cauce fue desviado para trazar esta ronda.

- La Ronda Urbana Norte: cierra la SE-30, y va desde el puente del Alamillo hasta el nudo Gota de Leche.

- La SE-30: circunvala el exterior de la ciudad.

- La autovía SE-40: nueva ronda de circunvalación exterior de Sevilla que actualmente (desde diciembre de 2019) está finalizada desde la A-4 (La Rinconada) hasta la A-4 (Dos Hermanas) y desde A-8058 (Coria del Río) hasta A-49 (Espartinas).